# August Tholuck

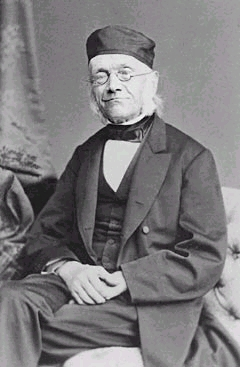
August Tholuck

Friedrich August Gotttreu Tholuck (* 30. März 1799 in Breslau; † 10. Juni 1877 in Halle) war ein deutscher protestantischer Theologe. Er lehrte an der Universität Halle.

## Leben
August Tholuck war der Sohn eines Breslauer Goldschmiedes, er wurde in eine kinderreiche Familie geboren. Er besuchte das Maria-Magdalenen-Gymnasium in Breslau und begann sehr früh, ausgiebig zu lesen. Doch seine Stiefmutter verlangte, dass er im Alter von zwölf Jahren die Schule abbrach, um eine Lehre in der Goldschmiedewerkstatt seines Vaters zu absolvieren. Das war von kurzer Dauer, da der Junge aufgrund starker Kurzsichtigkeit und handwerklichen Ungeschicks für den Beruf ungeeignet war. Nach einem Jahr kehrte er an das Gymnasium zurück, wo sein Sprachtalent erkannt und gefördert wurde. Als 17-Jähriger soll Tholuck, so wird kolportiert, 19 Sprachen beherrscht haben, zumindest lesend. Sein mit 14 Jahren begonnenes Tagebuch verfasste er abschnittsweise in Arabisch, Englisch, Französisch, Griechisch, Hebräisch, Lateinisch, Niederländisch und Polnisch oder auf Deutsch in griechischer und hebräischer Schrift. Überliefert ist auch, dass er als Dolmetscher arbeitete, um so Geld zu verdienen.
1816 schrieb er sich an der Universität Breslau für Orientalistik ein und wechselte 1817 an die Friedrich-Wilhelms-Universität zu Berlin. Die Reise nach Berlin finanzierte ein Gönner des jungen, mittellosen Talents. In Berlin fand er Aufnahme beim Orientalisten Heinrich Friedrich von Diez, dem er als Privatsekretär (Amanuensis) diente. Tholuck studierte zunächst Philologie, wandte sich jedoch bald der Evangelischen Theologie zu. Er studierte unter anderem bei Friedrich Schleiermacher, Philipp Konrad Marheineke und August Neander. Tholuck war starken Stimmungsschwankungen unterworfen und trug sich mehrfach mit Suizidgedanken. Er zeigte sich empfänglich für die herrnhuterisch geprägte Erweckungsbewegung des Kreises um den Baron Hans Ernst von Kottwitz (1757–1843). Einen Ruf auf eine Professur der Kaiserlichen Universität Dorpat für Alttestamentliche Exegese und orientalische Philologie, den Tholuck 1819 als erst 20-Jähriger erhielt, konnte er wegen einer Erkrankung nicht annehmen. Daher promovierte er 1820 mit einer Arbeit über den Sufismus zum Lic. theol.

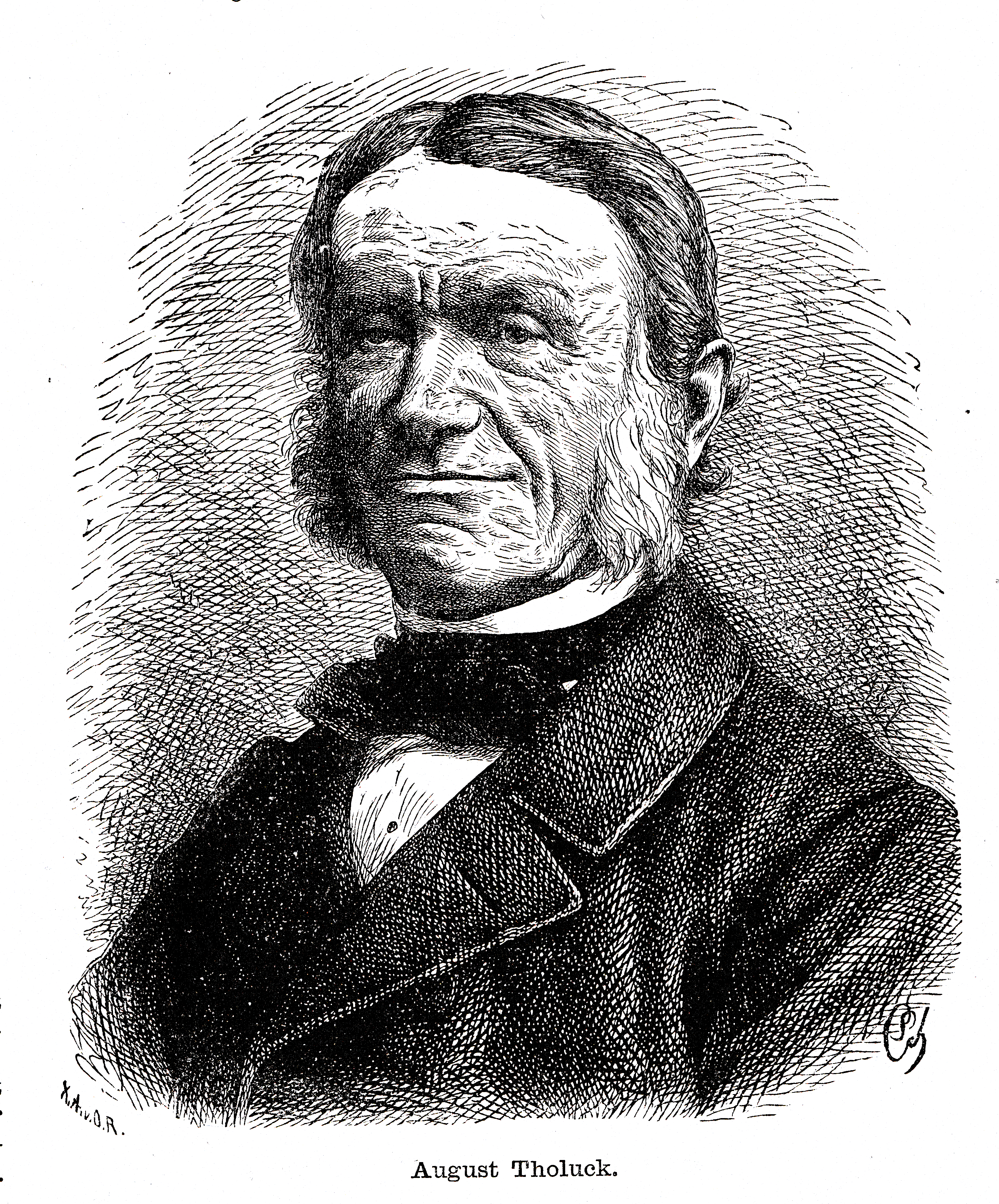
August Tholuck, Altersbild

Gegen den Widerstand Friedrich Schleiermachers und erst nach einer ministeriellen Intervention nahm Tholuck 1820 die Lehrtätigkeit an der Theologischen Fakultät der Universität Berlin auf. 1822 verlieh ihm die Universität Jena für seine persischen Studien die Ehrendoktorwürde. An der Berliner Universität wurde er zum außerordentlichen Professor für das Fach Altes Testament ernannt. Wohlwollend registrierten die Behörden Tholucks Engagement als Sekretär der Berliner Gesellschaft zur Beförderung des Christentums unter den Juden. Zum Bestseller wurde sein 1823 von Samuel Elsner angeregtes und zunächst anonym veröffentlichtes Buch Guido und Julius: Die Lehre von der Sünde und vom Versöhner, oder: Die wahre Weihe des Zweiflers, in dem er sein Erweckungserlebnis verarbeitete. Es ist ein Erweckungstraktat in der Form eines Briefromans, in dem zwei junge Männer, „Guido“ und „Julius“, auf dem Wege des schriftlichen Austausches um geistliche Erkenntnis ringen. Das Buch wurde noch zu Tholucks Lebzeiten achtmal nachgedruckt und in fünf Sprachen übersetzt.
1825 unternahm Tholuck eine gut halbjährige Forschungsreise. Er studierte Handschriften in der Universitätsbibliothek Leiden, in der Bibliothek des British Museum in London und in Oxford. Auf den Rückweg besuchte er Freunde in Brüssel und Paris.
Am 17. November 1825 wurde Tholuck, als „erweckter Pietist“, gegen das einhellige Votum der Theologischen Fakultät zum ordentlichen Professor der Universität Halle ernannt. Der rationalistisch geprägten Fakultät hatte er vorher „Rohheit“ und „zügellosen Leichtsinn“ vorgeworfen. Den ihm von den preußischen Behörden nahegelegten Kampf gegen den in Halle herrschenden Rationalismus nahm Tholuck unmittelbar nach seiner Bestallung auf. Nach dem Beginn der Lehrtätigkeit kam es daher zu öffentlich wahrnehmbaren Konflikten. 1837 veröffentlichte er eine vielgelesene Erwiderung auf das zwei Jahre zuvor erschienene Leben Jesu von David Friedrich Strauß. Von seiner Haltung wurde Friedrich Conrad Dietrich Wyneken geprägt, der in Halle sein Student war.
Tholuck nutzte für die Verbreitung seiner Auffassungen moderne Mittel: 1827 gründete er – unter anderem zusammen mit Ernst Ludwig von Gerlach – die Evangelische Kirchenzeitung für das protestantische Deutschland, 1830 den Literarischen Anzeiger für Christliche Theologie und Wissenschaft überhaupt. Christian Karl Josias von Bunsen, der preußische Botschafter beim Heiligen Stuhl, gewann Tholuck dafür, vom Mai 1828 bis zum April 1829 das Amt des Predigers an der Preußischen Gesandtschaft in Rom zu übernehmen. In den Bibliotheken der Stadt widmete er sich ausgiebigen Handschriftenstudien.
Nach Halle zurückgekehrt, hatte er unerwartet großen Lehrerfolg. Berufungen zum Hofprediger in Dresden und Professor in Basel schlug er aus. Seine ausgezeichneten Beziehungen zum Hof nutzte Tholuck, um den Umbau der Fakultät voranzutreiben. 1836 setzte er gegen das Kultusministerium durch, dass der Tübinger Ferdinand Christian Baur als „Rationalist“ nicht berufen wurde. Folgerichtig wurde Tholuck als Exekutor der königlich preußischen Kirchenpolitik 1839 zum Universitätsprediger und 1840 zum Dekan ernannt. Andere Ämter folgten: 1842 wurde er Konsistorialrat, später Oberkonsistorialrat. Als Befürworter der preußischen Union wandte er sich gegen Kollegen, etwa gegen den Altlutheraner Ferdinand Guericke. Auch im Ausland war Tholuck kirchenpolitisch aktiv. 1846 gehörte er in London zu den Mitbegründern der Evangelischen Allianz.
1848 wurde er zum Ehrenphilister der christlichen Studentenverbindung Hallenser Wingolf.
Wissenschaftlich galt er als kundiger Exeget, dessen Interpretationen sprachlich auf sehr hohem Niveau lagen. Den Weg zur historisch-kritischen Methode beschritten jedoch erst seine zahlreichen Schüler. Sein theologisches, publizistisches und übersetzerisches Werk ist außerordentlich umfangreich.

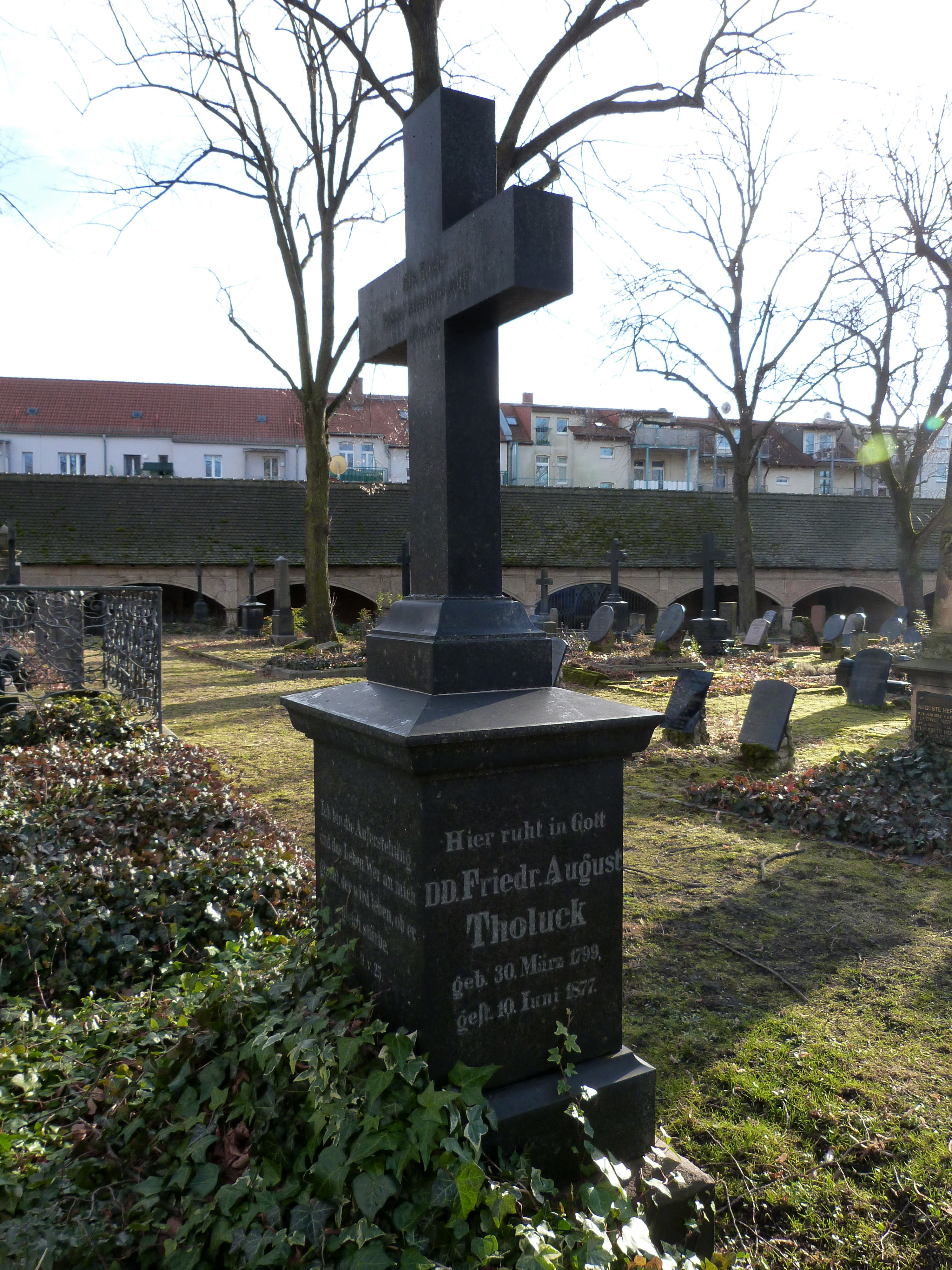
Grabstätte von August Tholuck auf dem Stadtgottesacker Halle

Auf Studenten wirkte er inspirierend, zum Beispiel auf Adolf Zahn und Leopold Witte. Der junge Adolf Stoecker erhielt bei Tholuck Freitisch. Zur Legende wurde das „Tholucksche Sofa“, auf dem er mit seinen Studenten ausführliche Gespräche führte. Tholuck zog Hörer aus ganz Deutschland und zahlreiche Studenten an, darunter viele Methodisten aus den USA. Zu diesen gehörte unter anderem der spätere Bischof, Präsidentenberater und Gründer der American University in Washington D.C. John Fletcher Hurst. Auch der in die USA emigrierte Kirchenhistoriker Philip Schaff, Mitbegründer des Reformierten Weltbundes, studierte und wohnte bei Tholuck. Tholucks Wunsch nach einem Wohnheim für mittellose Studenten erfüllte seine Frau Mathilde 1870. Zahlreiche Dotationen halfen beim Ausbau des Konviktes, das nach wenigen Jahren von der Mittelstraße in ein größeres Gebäude umzog.
1870 wurde Tholuck von der Universität Halle und von seinen Studenten mit einer großen Feier zu seinem 50-jährigen Jubiläum als Hochschullehrer geehrt. 1873 gab Tholuck das Amt des Universitätspredigers auf, das er 35 Jahre lang versehen hatte. Mit Bedauern schied er von der Kanzel, „von der er“, wie die Universitätschronik schrieb, „so oft die Seelen mächtig bewegt“. 1875 hielt er die letzte Vorlesung, 1876 sein letztes Seminar, danach schwand dem streitbaren und umstrittenen Gelehrten, erneut sei die Chronik zitiert, „die Klarheit des Geistes“.
Sein Grab befindet sich auf dem hallischen Stadtgottesacker.

## Familie
1829 heiratete August Tholuck Henriette Heydrich, die Schwägerin seines Freundes Christian Huldreich Rennecke (1800–1885). Henriette Tholuck starb bereits 1831. In zweiter Ehe heiratete er 1838 Mathilde von Gemmingen-Steinegg (1816–1894). Letztere ist als Initiatorin und Mitgründerin der Diakonissenanstalt Halle hervorgetreten.

## Gedenktag
10. Juni im Evangelischen Namenkalender.

## Schriften

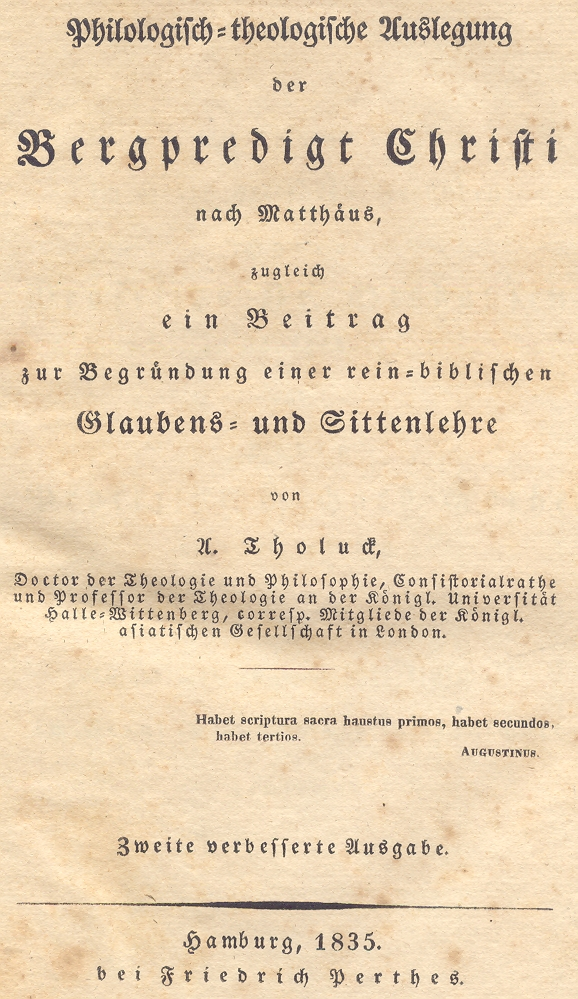
Abhandlung über die Bergpredigt, Hamburg 1835 (Titelseite)

- Sufismus, sive theosophia Persarum pantheistica. Ferdinand Dümmler, Berlin 1821. (Digitalisat)
- Blüthensammlung aus der Morgenländischen Mystik nebst einer Einleitung über Mystik überhaupt und Morgenländische insbesondere. Ferdinand Dümmler, Berlin 1825.
- Die Glaubwürdigkeit der evangelischen Geschichte: zugleich eine Kritik des Lebens Jesu von Strauß. Für theologische und nichttheologische Leser dargestellt. Perthes, Hamburg 1837 und öfter.
- Das Alte Testament im Neuen Testament. 3. Auflage, Perthes, Hamburg 1849. (Digitalisat)
- Stunden christlicher Andacht, ein Erbauungsbuch. Friedrich Andreas Perthes, Gotha, 6. Auflage, 1860.
- Vorgeschichte des Rationalismus
  - Band 1: Das akademische Leben des siebzehnten Jahrhunderts mit besonderer Beziehung auf die protestantisch-theologischen Fakultäten Deutschlands. Eduard Anton, Halle 1853–1854.
    - Teilband 1: Die akademischen Zustände. 1853.
    - Teilband 2: Die akademische Geschichte der deutschen, skandinavischen, niederländischen, schweizerischen Hohen Schulen. 1854.

  - Band 2: Das kirchliche Leben des siebzehnten Jahrhunderts bis in die Anfänge der Aufklärung. Wiegandt und Grieben, Berlin 1861–1862.
    - Teilband 1: Die erste Hälfte des siebzehnten Jahrhunderts bis zum Westphälischen Frieden. 1861.
    - Teilband 2: Die zweite Hälfte des siebzehnten Jahrhunderts. 1862.